# Escuela Hispano Árabe de Tánger
La Escuela Hispano Árabe de Tánger, también conocido como  Escuela Hispano Marroquí de Tánger  o Tánger F.C
y posiblemente otros nombres, fue un club de fútbol de la ciudad de Tánger, en el antiguo protectorado español en Marruecos. Fue fundado en 1939 y desapareció en 1941.

## Historia
El Hogar Español de Tánger (también conocido como Centro Español) tenía dos equipos, uno español y otro marroquí, que se unieron para competir, dando lugar a la Escuela Hispano Árabe de Tánger. La EHAT disputó la temporada 1939/40 de Segunda División por invitación federativa como agradecimiento del régimen franquista a la ayuda que esta ciudad había dispensado al bando nacional durante la guerra civil española. Quedó en octavo y último lugar en el grupo 5 obteniendo un único punto, siendo descendido a Tercera División. La temporada siguiente no la disputó en esta categoría, sino que jugó únicamente el campeonato regional de primera categoría de la Federación Hispano-Marroquí quedando en primera posición de la zona occidental y perdiendo la fase final frente a la SD Ceuta. Al poco tiempo, la sociedad desapareció.
Disputaba sus partidos en el campo del Marchán o Marshan.

## Orígenes y antecedentes
La actual ciudad marroquí de Tánger ha sido tradicionalmente a lo largo de su dilatada historia feudo de muchas civilizaciones y culturas, las cuales siempre han dejado una huella imborrable todavía persistente en la actualidad. A principios del siglo XX los ingleses eran quienes la ocupaban y con ellos vino el fútbol a esta tierra norteafricana. Ya en 1906, los hijos de los comerciantes y diplomáticos residentes daban las primeras patadas al balón, jóvenes a quienes se unían avispados locales, españoles y franceses en busca de pasar los ratos de ocio. En 1912 España se hace cargo del norte del actual Marruecos y se instala en la zona trayendo a diplomáticos y militares, uniéndose más tarde comerciantes y gente de paso. Es el año en el que el fútbol empieza a despegar con la visita periódica de equipos formados por la guarnición española de Tetuán y el surgimiento de conjuntos ocasionales enteramente locales. La zona habitual de juego es la playa, pero también se emplea profusamente la llanura del Marshán. Pronto surgen los primeros clubs y de los colonos españoles nace el más importante en años venideros, el Alfonso XIII F.C., quien juega en el Campo de la carretera de Suaní. A estos les siguen clubs menores sin apenas peso como el Cervantes F.C., el San Francisco F.C., el Cardenal Cisneros F.C., la Unión Tangerina F.C., el Athletic Club de Tánger, el Racing Club de Tánger, el de la colonia italiana Odenense y el A.S.F.T. de la colonia francesa.
En el año 1919, M. Serruya y J. Rebeso crean la primera entidad totalmente de origen tangerino, el Moghreb Foot-ball Club, sociedad la cual viste con camisa roja y pantalón azul, llevando bordado una estrella de cinco puntas verde como escudo. En ese año Emilio Sanz, director de la sucursal del Banco de España, crea la Unión Española de Educación Física, organismo que rige las competiciones locales de fútbol y otros deportes, adhiriéndose la mayoría de los clubs. Posteriormente en 1926 surge el Hilal, club formado también íntegramente por locales.
Llegados a 1929 muchos clubs de los anteriormente comentados han desaparecido, resistiendo solamente el Alfonso XIII F.C., Racing Club de Tánger, Unión Tangerina F.C., Moghreb F.C. e Hilal. Dado que la falta de liquidez entre las distintas sociedades tangerinas es notoria, estos dos últimos clubs citados y el franco-marroquí A.S.F.T. ingresan en la Liga de la Federación Franco-Marroquí en 1929 bajo el ánimo expreso de aumentar sus recaudaciones con las visitas de los potentes U.S.M. de Casablanca y Stade Marocain de Rabat. Tras pasar dos temporadas de militancia en esta competición los sueños y cuentas no convencen, y en 1931, el mismo año en el que se funda la Federación Hispano-marroquí de Fútbol, será cuando el Moghreb F.C. ingresa en esta dando por finalizada su aventura en la Liga del Protectorado Francés. No será la única víctima y el Hilal lamentablemente desaparece a los pocos meses, mientras el club Moghreb F.C. es apercibido por la FIFA de que debe cambiar de nombre pues no le es permitido participar en dos Federaciones Nacionales distintas con igual denominación. Cambia pues a Club Deportivo Maghreb Al-Aksa, adoptando como colores camisa verde y pantalón azul.
En abril de 1931 se declara la II República en España y muchos clubs se ven obligados a cambiar de nombre o pierden su condición de Real. El Alfonso XIII F.C., club decano de la ciudad, es uno de los afectados y cambia a Centro Español F.C. siguiendo con su uniforme blanco y jugando en el Campo del Centro Español. Esta entidad se haya amparada por la amplia colonia que forma la Casa de España en la ciudad y su presidente suele ser el cónsul de rigor. En la temporada 33/34 el Centro Español F.C. se halla en la Primera Categoría, añadiéndose en la siguiente 34/35 el C.D. Maghreb Al-Aksa. Pero no son los únicos clubs que compiten dentro de la F.H.-M.F. ya que otros lo hacen en otras categorías como los recién creados Tánger F.C., el Adelante F.C., la Unión Recreativa Sevillana o el de la colonia italiana C.D. Príncipe di Udine. Con estas, en julio de 1936 estalla la Guerra Civil y el fútbol tangerino y por ende nacional, sufre un gran paro de entre dos y tres larguísimos años dependiendo de la zona geográfica que afecta a todo el entramado deportivo y social.

## Historia del club
Una vez transcurrido el conflicto bélico, la ciudad internacional empieza a resurgir de los problemas ocasionados por este con la salvedad de que la situación política ha cambiado radicalmente. Tánger es una ciudad abierta y cosmopolita, sede en esos instantes de un gran tráfico de personas de distintas nacionalidades y foco importante en donde se dan cita protagonistas de la que va a ser la gran guerra del siglo XX. En el verano de 1939, Tánger se encuentra estabilizada socialmente y cuenta con varios equipos de reciente cuño que compiten en el torneo local, el Dopolavoro integrado solamente por jugadores italianos, el de la Falange Española y los dos del Centro Español (ahora Hogar Español), la Sección Europea y la Sección Musulmana. El día 24 de junio y coincidiendo con la inauguración del Stadium Municipal, una vieja aspiración soñada durante muchos años por los aficionados, se organiza un encuentro frente al Ceuta S.C. ante el cual se presenta una selección local con lo mejor de los cuatro equipos antes mencionados, selección que viste con camisa roja y pantalón negro. El éxito de la cita y el comienzo inminente del Campeonato Nacional de Liga, a sabiendas de que le van a ser concedidas dos plazas al Protectorado por su nivel futbolístico y en compensación por los tributos humanos empleados en guerra, hace que el Hogar Español se plantee crear un club integrado única y exclusivamente por jugadores españoles, tanto oriundos como nativos magrebíes, con el que presentarse a dicho torneo. De tal propósito nace el 28 de junio la Escuela Hispano Árabe como símbolo de unidad entre los dos pueblos mayoritarios presentes en la ciudad, el español y el árabe. Esta denominación oficial recogida en el seno de la Federación Española sin embargo no es del agrado de los nativos, quienes en algunos medios periodísticos expresan su malestar denominando oficiosamente al club como Escuela Hispano Marroquí.
La nueva entidad es presidida por el cónsul Emilio Tubau, máxima autoridad española en la ciudad y viste camisa blanca con pantalón negro, siendo en ocasiones la camisa color verde en actuaciones como forastero mientras el terreno de juego es el Estadio Municipal o Stadium, construido en la llanura del Marshán. En el Campeonato Hispano-Marroquí de Primera Categoría 39/40 que dilucida las dos plazas en juego atribuidas a dicha federación para formar parte de la Categoría Nacional, consigue ser segundo tras el Ceuta Sport Club y logra entrar en Segunda División, una categoría ampliada en número de participantes por el nuevo Régimen que acoge a clubs de todo el territorio con el fin de dar sensación de equitatividad.
Tras esta singular competición, la E.H.A. debuta durante la temporada 39/40 en el grupo V de la categoría de plata. Deportivamente la inferioridad del combinado blanquinegro es notoria y patente, pese a aunar lo mejor del fútbol local y domingo tras domingo, los puntos vuelan del Stadium El Marchán hacia sus directos competidores. Al final un solo empate con resultado de 2-2 conseguido en casa frente al Onuba F.C. y trece derrotas le contemplan, marcando quince goles y recibiendo cuarenta y cinco en contra, un balance extremadamente negativo para las expectativas previas que circulaban en Tánger. De aquella inolvidable temporada queda esta plantilla; porteros: Lamas y Herrero; defensas: Tabal, Hamido, Aguirre, Bèlèfqui, Abselán, Izquierdo y Hassani; centrocampistas: Tavío, González y Allal; siendo delanteros: Ismail, Ahmèd, Regueiro, Megaro y Mustafá. En la sexta jornada y ante los malos resultados toma las riendas como entrenador López Calderón, destacando como jugadores Allal y el canario Tavío, este último de gran poder físico y rematador.
Descendido a Regional, en aquellos años no se disputaba el Campeonato de Tercera División, el club tangerino compite durante la temporada 40/41 quedando Campeón de la Zona Occidental. En la Fase Final para dilucidar el campeón Regional es segundo tras la S.D. Ceuta (nueva denominación del Ceuta S.C. tras el decreto antiextranjerismos), escapándosele el regreso a la categoría de plata. Tras disputar la Copa de Marruecos entre mayo y julio, el 6 de este mes realiza lo que se convierte en su último encuentro perdiendo 5-3 ante el Club Atlético de Tetuán, deshaciéndose el club en los días posteriores al no poder haber accedido a la categoría superior y tras diversos problemas internos entre los dos grandes grupos étnicos componentes de la sociedad. Tan sólo queda activo en la ciudad el Moghreb C.F., club fundado el 5 de julio de 1940 como Moghreb F.C. con algunos jugadores que jugaron en la E.H.A. en Segunda División, pues el Racing Club de Tánger renacido en julio de 1940 se diluye ante la falta de apoyo.
En octubre de 1941 emerge la novel Sociedad Deportiva Tánger Club de Fútbol, resultante de la fusión de los muchos entusiasmos dispersos que viene a representar auténticamente al fútbol local, creado por buenos aficionados como síntoma de unión de todas las clases sociales y colonias existentes en la ciudad internacional. Debuta en Primera Categoría en la campaña 41/42 frente a Club Atlético de Tetuán, Peña Deportiva de Larache, Unión África Ceutí, Melilla C.F. y Juventud Sindical de Nador. La temporada 43/44 es la última del club norteafricano, pues en verano de 1944 desaparece como causa de la delicada situación política que vive la ciudad internacional de Tánger, envuelta en medio de disputas diplomáticas entre franceses, ingleses, alemanes, italianos, estadounidenses, marroquíes y españoles, y bajo amenaza de ser invadida por tropas aliadas.
Como sucediese en 1941, el Moghreb C.F. queda como único representante a nivel local, cesando sus actividades en 1945. Previamente a la desaparición, el Tánger C.F. juega en su última temporada algunos encuentros amistosos en su feudo ante clubs de primer orden de gira por la zona, destacando los del 17 de septiembre frente al Real Madrid C. F.: 2-9 y el del 23 de agosto de 1943 frente al Real C.D. Español: con resultado de 1-3 para los de la ciudad condal. Como visitante destaca el enfrentamiento del 10 de diciembre de 1942 frente al C.D. Malacitano.
La extensa colonia española residente en la ciudad de Tánger no podrá ver a un nuevo abanderado hasta años después, concretamente en 1947 gracias al final de la II Guerra Mundial y al apaciguamiento que conlleva este, con la fundación de la Unión Deportiva España. La situación política y social vuelve a la normalidad y es el momento propicio para continuar la historia de una colonia española que siempre ha apoyado a sus diferentes representantes (Alfonso XIII F.C., Centro Español F.C. y E.H.A.), tratando de ocupar el espacio deportivo que precisaban dentro del panorama futbolístico nacional. Por su parte, la afición autóctona reemprende igualmente ese mismo año la historia iniciada en 1919, reactivando el C.D. Moghreb Al-Aksa. Ambos clubs se inscriben en la Federación Hispano-marroquí y empiezan desde la Segunda Categoría participando en la campaña 47/48. Al poco tiempo, el club magrebí acabará ascendiendo a Tercera División, mientras que los españolistas, con mayor poder económico, lo harán a Segunda División.

## Datos del club
- Temporadas en Primera División: 0.
- Temporadas en Segunda División: 1 (1939/40).
- Mayor goleada encajada: Onuba 5 — 2 Escuela Hispano Árabe de Tánger.[2]
- Mejor puesto en la liga: 8.º en Segunda División (1939/40).

## Jugadores
La plantilla de la EHAT durante la temporada 1939/40 estaba compuesta por los siguientes jugadores:
Porteros: Lamas y Herrero.
Defensas: Aguirre, Velesqui, Tabal, Hamido y Mesquesqui.
Medios: Mustafa, Suami, González, Tanio, Alal, Asami y Abdesalan.
Delanteros: Paco, Reguero, Casas II, Frerira, Tavio, Ismael, Casas I, Amed y Meguro.